# USS Ammen (DD-35)
USS Ammen (DD-35) – amerykański niszczyciel typu Paulding. Jego patronem był kontradmirał Daniel Ammen.
Stępkę okrętu położono 29 marca 1910 w stoczni New York Shipbuilding Company w Camden (New Jersey). Zwodowano go 20 września 1910, matką chrzestną była Ethel C. Andrews. Jednostka weszła do służby w US Navy 23 maja 1911, jej pierwszym dowódcą był Lieutenant, junior grade Lloyd W. Townsend.
Okręt był w służbie w czasie I wojny światowej. Działał jako jednostka eskortowa na wodach amerykańskich i europejskich.
"Ammen" wrócił do Stanów Zjednoczonych w styczniu 1919. Odbył rejs do Zatoki Meksykańskiej, a następnie został w Filadelfii wycofany ze służby 11 grudnia 1919. Okręt otrzymał oznaczenie DD-35 17 lipca 1920.

## United States Coast Guard
Niszczyciel pozostawał w Filadelfii do 27 kwietnia 1924, gdy został przekazany Straży Wybrzeża. Tam otrzymał oznaczenie CG-8. "Ammen" był jednym z 20 niszczycieli, które pływały m.in. w patrolach rumowych.
22 maja 1931 okręt został zwrócony marynarce, ale nie pełnił aktywnej służby. Jego nazwę zmieniono 1 lipca 1933, od tego momentu był określany jedynie jako DD-35. Skreślony z listy jednostek floty 5 lipca 1934 został później sprzedany na złom.